# Jason Morrison
Jason Morrison (Falmouth, 7 giugno 1984) è un ex calciatore giamaicano, di ruolo centrocampista.

## Carriera

### Club
La prima squadra professionistica di Morrison fu il Village United, nel campionato di massima divisione giamaicana. Nel 2004 firmò per il Portmore United e fu parte della squadra che vinse campionato e coppa di lega in quella stagione. Dopo un provino positivo con lo Sheffield United nel dicembre 2006, Morrison fu mandato nella squadra satellite del club dello White Start Woluwe, in Belgio.
Dopo tre anni in Belgio, Morrison avrebbe acquisito la cittadinanza belga e avrebbe potuto giocare nei campionati inglesi. Lo Sheffield avrebbe avuto un'opzione sul calciatore, che non avrebbe ovviamente dovuto sfruttare obbligatoriamente. Morrison si trasferì poi in un altro club satellite, questa volta gli ungheresi del Ferencváros. Ad agosto 2010, firmò un contratto con lo Strømsgodset. Debuttò per il club in data 14 agosto, subentrando ad André Hanssen nella vittoria per due a uno in casa del Ranheim. Il 21 agosto esordì nella Tippeligaen, giocando da titolare nel pareggio per uno a uno contro il Brann. Il 22 settembre segnò nella semifinale di Coppa di Norvegia 2010, nei tempi supplementari dell'incontro con l'Odd Grenland. Lo Strømsgodset si aggiudicò poi la competizione, con Morrison titolare nella finale vinta per due a zero sul Follo.
L'8 gennaio 2011 fu ufficializzato il suo passaggio allo Aalesund. Il 12 luglio 2013 rescisse consensualmente il contratto che lo legava al club, a causa di un problema ai polmoni che gli avrebbe impedito di giocare a calcio per i successivi 6 mesi.

### Nazionale
Morrison, dal 2005, fa parte della Nazionale giamaicana. Da allora, giocò 20 incontri, con 2 reti all'attivo. Vinse con la sua selezione la Coppa dei Caraibi 2008 e partecipò alla CONCACAF Gold Cup 2009.

## Palmarès

### Giocatore

#### Club

##### Competizioni nazionali
- Campionato per club CFU: 1

Portmore United: 2005
- Campionato giamaicano di calcio: 1

Portmore United: 2004-2005
- JFF Champions Cup: 1

Portmore United: 2004-2005
- Coppa di Norvegia: 2

Strømsgodset: 2010
Aalesund: 2011

#### Nazionale
- Coppa dei Caraibi: 1

Giamaica: 2008